# Ruta (planta)
Ruda es un género de subarbustos siempreverdes fuertemente aromatizados de 20-60 cm de altura, de la familia Rutaceae, nativas de la región del Mediterráneo, Macaronesia y el suroeste de Asia. Son conocidas comúnmente como rudas, y diferentes autores aceptan entre 8-40 especies en el género. La especie más conocida es la ruda común (Ruta graveolens). Usada tradicionalmente como planta medicinal, tiene una muy fuerte toxicidad, según los usos y dosis.
Hojas bipinnadas o tripinnadas, con una apariencia correosa, de verde a fuertemente azul verdoso glauco. Flores amarillas, con 4-5 pétalos, de cerca de 2 cm de diámetro, y en cimas. Fruto 4-5 lobulado, cápsula con numerosas semillas.
Fue extensamente usada en la cocina europea en la antigüedad, así como en muchas recetas de la Roma Antigua (de acuerdo con Apicio), pero por su extremo amargor ya no es apetecible para el gusto contemporáneo. Sin embargo, aún se la usa en ciertas partes del mundo, particularmente en el norte de África.

## Efectos de la planta
La ruda fresca contiene aceites volátiles que pueden dañar el riñón y el hígado.
Es probablemente más conocida por sus efectos en el tracto reproductor femenino. Los químicos de la ruda pueden estimular músculos del útero, que pueden iniciar un periodo menstrual, actuando como agente contraceptivo y causando abortos. También contiene químicos que pueden bajar la fertilidad y bloquear el implante de un óvulo fertilizado. En animales machos de laboratorio, dosis orales de ruda disminuyen la motilidad y la cantidad de esperma y reducen el deseo de actividad sexual. Sin embargo, son altos los riesgos de la contracepción y del aborto; se han producido decesos por hemorragias uterinas causadas por dosis repetidas de ruda, y modernamente su toma oral está fuertemente desaconsejada.
Ocasionalmente, el aceite de ruda se aplica a la piel para aliviar el dolor de la artritis y para tratar heridas. Los químicos de la ruda pueden interrumpir la liberación corporal de óxido nítrico y de ciclooxigenasa II (involucrados en el proceso de inflamación).

## Usos

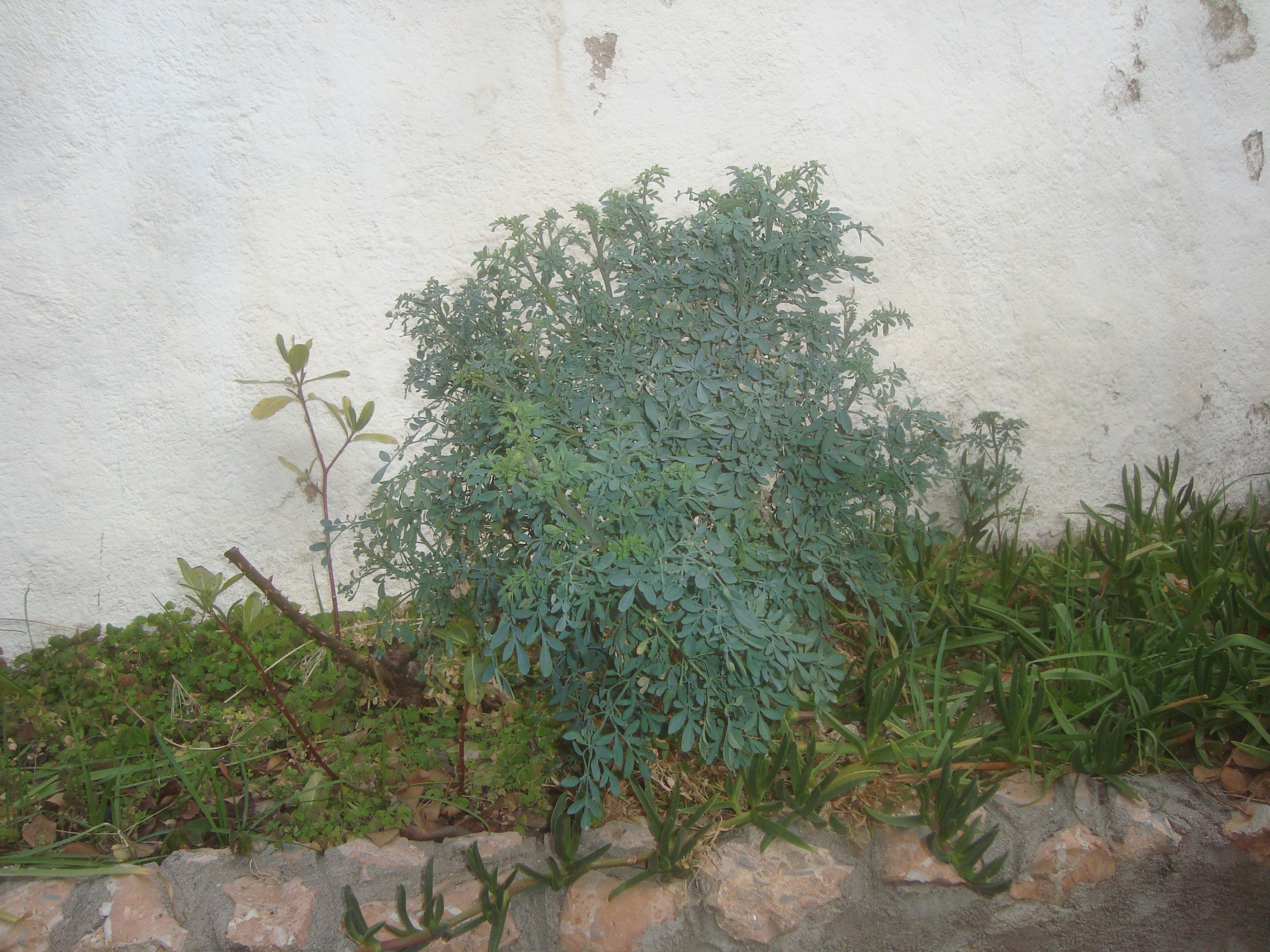
Ruda, planta aromática (Mas de Flors).

Los principios activos o aceites esenciales de esta planta se encuentran principalmente en sus hojas. Por este motivo, para aprovechar las propiedades medicinales de esta planta será necesario utilizar sus hojas.[cita requerida]
Las propiedades de la ruda son muchas, pero se destacan principalmente las relacionadas con problemas digestivos cólicos y ansiedad. Conoce a continuación las principales propiedades de la ruda:[cita requerida]
- Digestivas: debido a esto, la ruda facilita los procesos digestivos ya que estimula la función biliar. Por eso es muy recomendable beber infusiones la hoja de ruda para tratar casos de estreñimiento o desórdenes digestivos. se recomienda beber estas infusiones de manera posterior a las comidas.
- Antiespasmódica: es por este motivo que la ruda es muy útil para tratar casos de cólicos estomacales, de la misma forma sirve para tratar las diarreas. Para estos casos lo mejor es consumir la ruda.
- Emenagoga: debido a esto la ruda sirve para disminuir los malestares ocasionados por la menstruación. El consumo de la ruda reduce los dolores de cabeza y la sensación de irritabilidad, periodo menstrual y del síndrome menstrual. También se emplea en casos de amenorrea.
- Sedante: debido a que ejerce un efecto calmante y relajante, la ruda se utiliza para disminuir la sensación de dolor en golpes o heridas. Además, las infusiones de esta planta reducen la ansiedad y el nerviosismo.
- Circulatoria: la ruda puede tener efectos muy positivos para tonificar arterias y normalizar el flujo sanguíneo.